# Monarcha godeffroyi
Monarcha godeffroyi é uma espécie de ave da família Monarchidae.
É endémica da Micronésia.
Os seus habitats naturais são: florestas subtropicais ou tropicais húmidas de baixa altitude e florestas de mangal tropicais ou subtropicais.